# Steve Collins (sciatore)
Stephen Clark Collins detto Steve (Thunder Bay, 13 marzo 1964) è un ex saltatore con gli sci canadese.

## Biografia
Debuttò in campo internazionale in occasione della gara inaugurale della Coppa del Mondo di salto con gli sci, il 27 dicembre 1979 a Cortina d'Ampezzo (10°); in Coppa l'unica vittoria, nonché primo podio, l'8 marzo 1980 a Lahti. Nella stessa stagione si laureò campione mondiale juniores a Örnsköldsvik, dal trampolino K70.
In carriera prese parte a tre edizioni dei Giochi olimpici invernali, Lake Placid 1980 (28° nel trampolino normale, 9° nel trampolino lungo), Sarajevo 1984 (25° nel trampolino normale, 36° nel trampolino lungo) e Calgary 1988 (13° nel trampolino normale, 35° nel trampolino lungo, 9° nella gara a squadre) e a due dei Campionati mondiali (5° nella gara a squadre di Oslo 1982 il miglior piazzamento). Ritiratosi al termine delle Olimpiadi di Calgary, nel 1990 e nel 1991 tornò a partecipare alle gare di Coppa disputate nella sua città natale, senza conseguire risultati di rilievo.

## Palmarès

### Mondiali juniores
- 2 medaglie:
  - 1 oro (K70 a Örnsköldsvik 1980)
  - 1 bronzo (K80 a Schonach im Schwarzwald 1981)

### Coppa del Mondo
- Miglior piazzamento in classifica generale: 12º nel 1980
- 3 podi (tutti individuali):
  - 1 vittoria
  - 2 terzi posti

#### Coppa del Mondo - vittorie
| Data         | Località | Nazione   | Trampolino        |
| ------------ | -------- | --------- | ----------------- |
| 8 marzo 1980 | Lahti    | Finlandia | Salpausselkä K113 |